# 王瀹
王 瀹（おう よう、洪武10年（1377年）- 景泰元年1月13日（1450年1月26日））は、明代の官僚。字は子清。本貫は開封府太康県。

## 生涯
王鈍の子として生まれた。永楽4年（1406年）、進士に及第した。翰林院庶吉士に任じられ、文淵殿に入って『永楽大典』の編纂に参加した。永楽7年（1409年）、左春坊左司直郎に任じられた。洪熙帝のとき、鄭王府左長史として出向し、たびたび礼をもって鄭王朱瞻埈を諫めた。『荀子』成相篇をまねて、十二章の文章を編集して鄭王に献上したが、王に合わず顧みられなかった。入朝して戸部郎中に転じた。宣徳10年（1435年）、英宗が即位すると、王瀹は戸部右侍郎に抜擢された。正統元年（1436年）、浙江巡撫として出向した。母が死去したが、喪中に復帰を命じられ、入朝して戸部の事務に留められた。正統6年（1441年）3月、致仕した。
景泰元年正月己丑（1450年1月26日）、死去した。享年は74。著書に『退翁集』6巻があった。